# Duele (canción)
Duele es el decimoséptimo sencillo de la cantante Chenoa y el primero de su sexto álbum Desafiando la gravedad. El sencillo se estrenó en exclusiva el 25 de julio de 2009 en Cadena Dial.

## Videoclip
El videoclip muestra a una Chenoa rota de dolor, viendo la felicidad de otras parejas e imaginando que es ella quien la tiene.

## Lanzamiento
| País   | Fecha                   | Discográfica    | Formato          |
| ------ | ----------------------- | --------------- | ---------------- |
| España | 25 de julio de 2009     | Universal Music | Radio Single     |
| España | 4 de agosto de 2009     | Universal Music | Sencillo digital |
| España | 3 de septiembre de 2009 | Vale Music      | Videoclip        |

## Listas
A pesar de estrenarse en julio de 2009, Duele no debutó en las listas oficiales españolas de PROMUSICAE hasta después de verano. En el Top 50 singles, Duele ha llegado al 14, siendo su máxima posición hasta la fecha. En el Top 20 radios, que recoge las canciones más difundidas y sonadas semanalmente, el sencillo ha llegado al número 12. 
El 7 de noviembre, la canción debuta en la lista de los 40 principales, desde el puesto 33.
| Lista                 | Posición |
| --------------------- | -------- |
| España Top 50 Singles | 14       |
| España Top 20 Radio   | 12       |

| Posición | 14 | 10 | 9 | 8 | 5 | 3 | 1 | 1 | 1 | 2 | 5 | 3 | 5 | 6 | 4 |

- Datos: Q5814864